# Harry Rogers
Harry J. Rogers (St. Louis, 31 dicembre 1950) è un ex cestista statunitense, professionista nella ABA e nei Paesi Bassi.

## Carriera
Venne selezionato dai Milwaukee Bucks al quarto giro del Draft NBA 1973 (67ª scelta assoluta).

## Palmarès
- Campionato olandese: 1

Punch Delft: 1974-75